# Lucien Sarti
Lucien Sarti (8 de octubre de 1937 – 28 de abril de1972) fue un traficante de drogas francés.

## Tráfico de drogas
In 1948, Sarti fundó el grupo Piedra Fuerte con sus compañeros corsos Auguste Ricord y Francois Chiappe, que traficaba opio en el Triángulo Dorado. Chiappe era conocido por ser parte de la Organisation armée secrète, un grupo paramilitar terrorista disidente francés que llevaron a cabo asesinatos selectivos y bombardeos, incluido el intento de asesinato en 1962.
El 19 de abril de 1968, Sarti fue arrestado junto con Ricord y Chiappe para ser interrogado sobre el robo de una sucursal del Banco Central de Argentina . Los tres fueron puestos en libertad por falta de pruebas. En abril de 1972, Sarti fue asesinado a tiros en la Ciudad de México durante una redada de una red de narcotráfico por parte de la policía federal mexicana. Un detective en Río de Janeiro fue posteriormente suspendido de la fuerza policial luego de ser acusado de aceptar un soborno para liberar a Sarti y Helena Ferreira, su novia, de la cárcel a principios de 1972. En enero de 1975, cuatro ciudadanos franceses que supuestamente suministraron heroína a Sarti formaban parte de un grupo de 19 acusados por un Gran Jurado federal en Brooklyn.

## Acusaciones de participación en el asesinato de John F. Kennedy

### The Murderers of John F. KennedyyThe Men Who Killed Kennedy
En noviembre de 1988, el libro publicado en francés de Steve J. Rivele The Murderers of John F. Kennedy nombró a Sarti como uno de los tres gánsteres franceses involucrados en el asesinato de John F. Kennedy. Rivele afirmó que Sarti disparó el tiro fatal desde la loma de hierba de Dealey Plaza ". Según Rivele, Sarti, Roger Bocagnani y Sauveur Pironti fueron contratados por el crimen organizado en los Estados Unidos para proteger sus intereses relacionados con las drogas. El especial de televisión británico de dos horas The Men Who Killed Kennedy se basó en el libro de Rivele, pero precedió a su lanzamiento al aire el 25 de octubre de 1988. en el periódico francés Le Provençal publicado al día siguiente del especial, Pironti negó la acusación, afirmando que creía en el momento del asesinato que Sarti estaba detenido en la Baumettes Prison de Marsella  y que Bocagnani estaba en el Fort du Hâ de Burdeos . También mostró los registros militares en papel que demostraban que estaba sirviendo en un dragaminas desde octubre de 1962 a abril de 1964. El ministro de Justicia francés declaró que Bocagnani se encontraba en prisión el día del asesinato de Kennedy y funcionarios de la Marina francesa confirmó el servicio militar de Pironti.

### E. Howard Hunt
Tras la muerte de E. Howard Hunt en 2007, Howard St. John Hunt y David Hunt declararon que su padre había registrado varias afirmaciones sobre él y otros involucrados en una conspiración para asesinar a John F. Kennedy.. En la edición del 5 de abril de 2007 de Rolling Stone, Howard St. John Hunt detalló una serie de personas supuestamente implicadas por su padre, incluido Sarti, así como Lyndon B. Johnson, Cord Meyer, David Phillips, Frank Sturgis, David Morales, y William Harvey. Los dos hijos alegaron que su padre cortó la información de sus memorias, American Spy: My Secret History in the CIA, Watergate and Beyond, para evitar posibles cargos por perjurio. Según la viuda de Hunt y otros hijos, los dos hijos se aprovecharon de la pérdida de lucidez de Hunt al entrenarlo y explotarlo para obtener ganancias financieras. El periódico Los Angeles Times dijeron que examinaron los materiales ofrecidos por los hijos para respaldar la historia y encontraron que eran "inconclusos".

## Otras lecturas
- Davis, John H. Mafia Kingfish: Carlos Marcello and the Assassination of John F. Kennedy. New York: Signet, 1989. ISBN 0-451-16418-0
- Kruger, Henrik. The Great Heroin Coup: Drugs, Intelligence, and International Fascism. Boston: South End Press, 1980. ISBN 0-89608-031-5
- Marrs, Jim. Crossfire: The Plot That Killed Kennedy. New York: Carroll & Graf, 1990. ISBN 0-88184-648-1
- Mills, James. The Underground Empire: Where Crime and Governments Embrace. Garden City NY: Doubleday, 1986. ISBN 0-385-17535-3
- Scott, Peter Dale and Marshall, Jonathan. Cocaine Politics: Drugs, Armies, and the CIA in Central America. Berkeley: University of California Press, 1991. ISBN 0-520-07312-6
- Sterling, Claire. Octopus: The Long Reach of the International Sicilian Mafia. New York: Simon & Schuster (Touchstone Edition), 1991. ISBN 0-671-73402-4